# Courvaudon
Courvaudon (Ausspracheⓘ) ist eine französische Gemeinde mit 287 Einwohnern (Stand: 1. Januar 2022) im Département Calvados in der Region Normandie. Sie gehört zum Arrondissement Vire und zum Kanton Les Monts d’Aunay. Die Einwohner werden als Courvaudonais bezeichnet.

## Geografie
Courvaudon liegt etwa 24 km südwestlich von Caen. Umgeben wird die Gemeinde von Saint-Agnan-le-Malherbe im Norden, Montigny im Nordosten, La Caine im Osten, Curcy-sur-Orne im Südosten, Bonnemaison im Süden und Südwesten, Les Monts d’Aunay im Westen sowie Le Mesnil-au-Grain in nordwestlicher Richtung.

## Bevölkerungsentwicklung
| Jahr                             | 1793  | 1836 | 1876 | 1926 | 1946 | 1968 | 1990 | 2016 |
| Einwohner                        | 1.009 | 611  | 428  | 227  | 226  | 221  | 219  | 239  |
| Quelle: Cassini, EHESS und INSEE |       |      |      |      |      |      |      |      |

## Sehenswürdigkeiten

Kirche Saint-Martin

- Kirche Saint-Martin